# Auriac-du-Périgord
Auriac-du-Périgord är en kommun i departementet Dordogne i regionen Nouvelle-Aquitaine i sydvästra Frankrike. Kommunen ligger i kantonen Montignac som tillhör arrondissementet Sarlat-la-Canéda. År 2022 hade Auriac-du-Périgord 400 invånare.

## Befolkningsutveckling
Antalet invånare i kommunen Auriac-du-Périgord
Referens:INSEE